# Poblado las Minitas
Poblado las Minitas är en ort i Mexiko.   Den ligger i kommunen Mexicali och delstaten Baja California, i den nordvästra delen av landet, 2 000 km nordväst om huvudstaden Mexico City. Poblado las Minitas ligger 21 meter över havet och antalet invånare är 314.
Terrängen runt Poblado las Minitas är varierad. Havet är nära Poblado las Minitas åt nordost. Runt Poblado las Minitas är det ganska tätbefolkat, med 58 invånare per kvadratkilometer. Närmaste större samhälle är San Felipe, 5,5 km norr om Poblado las Minitas.